# Sardoba Batash
Sardoba Batash es una localidad de la provincia de Lebap, en Turkmenistán. Está situada a 298 m s. n. m. y cuenta con 3 197 habitantes.